# Відракко
Відракко (італ. Vidracco, п'єм. Vidré) — муніципалітет в Італії, у регіоні П'ємонт,  метрополійне місто Турин.
Відракко розташоване на відстані близько 550 км на північний захід від Рима, 45 км на північ від Турина.
Населення — 520 осіб (2014).

## Демографія
Населення за роками:

Станом на 1 січня 2023 року в муніципалітеті офіційно проживало 38 іноземців з 21 країни, серед них 20 громадян країн Євросоюзу.

## Сусідні муніципалітети
- Бальдіссеро-Канавезе
- Кастелламонте
- Іссільйо
- Вістроріо